# Золотой глобус (премия, 1994)
51-я церемония вручения наград премии «Золотой глобус»

22 января 1994 года
Лучший фильм (драма): 

«Список Шиндлера»
Лучший фильм (комедия или мюзикл): 

«Миссис Даутфайр»
Лучший драматический сериал: 

«Полиция Нью-Йорка»
Лучший сериал (комедия или мюзикл): 

«Сайнфелд»
Лучший мини-сериал или фильм на ТВ: 

«Варвары у ворот»
< 50-я Церемонии вручения 52-я >
51-я церемония вручения наград премии «Золотой глобус» за заслуги в области кинематографа и телевидения за 1993 год состоялась 22 января 1994 года в Beverly Hilton Hotel (Лос-Анджелес, Калифорния, США). Номинанты были объявлены 22 декабря 1993.

## Список лауреатов и номинантов
• Победители выделены отдельным цветом. 

### Игровое кино
Количество наград/номинаций:
- 3/6: «Список Шиндлера»
- 1/6: «Пианино»
- 0/5: «Остаток дня»
- 1/4: «Эпоха невинности»
- 0/4: «Во имя отца»
- 2/3: «Филадельфия»
- 1/3: «Беглец»
- 0/3: «Неспящие в Сиэтле» / «Три цвета: Синий»
- 2/2: «Миссис Даутфайр»
- 0/2: «Дэйв» / «Путь Карлито»
- 1/1: «На что способна любовь» / «Небо и земля» / «Прощай, моя наложница»
- 1/0/1: «Короткие истории»

| Категории                                | Лауреаты и номинанты                                                                                                | Лауреаты и номинанты                                                               |
| ---------------------------------------- | --- | ---------------------------------------------------------------------------------- |
| Лучший фильм (драма)                     | • Список Шиндлера / Schindler’s List (Бранко Лустиг)                                                                | • Список Шиндлера / Schindler’s List (Бранко Лустиг)                               |
| Лучший фильм (драма)                     | • Эпоха невинности / The Age of Innocence (Барбара Де Фина)                                                         |                                                                                    |
| Лучший фильм (драма)                     | • Во имя отца / In the Name of the Father (Джим Шеридан)                                                            |                                                                                    |
| Лучший фильм (драма)                     | • Пианино / The Piano (Джен Чэпман)                                                                                 |                                                                                    |
| Лучший фильм (драма)                     | • Остаток дня / The Remains of the Day (Джон Калли)                                                                 |                                                                                    |
| Лучший фильм (комедия или мюзикл)        | • Миссис Даутфайр / Mrs. Doubtfire                                                                                  | • Миссис Даутфайр / Mrs. Doubtfire                                                 |
| Лучший фильм (комедия или мюзикл)        | • Много шума из ничего / Much Ado About Nothing                                                                     |                                                                                    |
| Лучший фильм (комедия или мюзикл)        | • Неспящие в Сиэтле / Sleepless in Seattle                                                                          |                                                                                    |
| Лучший фильм (комедия или мюзикл)        | • Строго по правилам / Strictly Ballroom                                                                            |                                                                                    |
| Лучший фильм (комедия или мюзикл)        | • Дэйв / Dave |                                                                                    |
| Лучший режиссёр                          | | • Стивен Спилберг за фильм «Список Шиндлера»                                       |
| Лучший режиссёр                          | • Джейн Кэмпион — «Пианино»                                                                                         |                                                                                    |
| Лучший режиссёр                          | • Эндрю Дэвис — «Беглец»                                                                                            |                                                                                    |
| Лучший режиссёр                          | • Джеймс Айвори — «Остаток дня»                                                                                     |                                                                                    |
| Лучший режиссёр                          | • Мартин Скорсезе — «Эпоха невинности»                                                                              |                                                                                    |
| Лучшая мужская роль (драма)              | | • Том Хэнкс — «Филадельфия» (за роль Эндрю Бэкетта)                                |
| Лучшая мужская роль (драма)              | • Дэниел Дэй-Льюис — «Во имя отца» (за роль Джерри Конлона)                                                         |                                                                                    |
| Лучшая мужская роль (драма)              | • Харрисон Форд — «Беглец» (за роль д-ра Ричарда Кимбла)                                                            |                                                                                    |
| Лучшая мужская роль (драма)              | • Энтони Хопкинс — «Остаток дня» (за роль Джеймса Стивенса)                                                         |                                                                                    |
| Лучшая мужская роль (драма)              | • Лиам Нисон — «Список Шиндлера» (за роль Оскара Шиндлера)                                                          |                                                                                    |
| Лучшая женская роль (драма)              | | • Холли Хантер — «Пианино» (за роль Ады МакГрат)                                   |
| Лучшая женская роль (драма)              | • Жюльет Бинош — «Три цвета: Синий» (за роль Жюли Виньон-де Кюрси)                                                  |                                                                                    |
| Лучшая женская роль (драма)              | • Мишель Пфайффер — «Эпоха невинности» (за роль графини Эллен Оленска)                                              |                                                                                    |
| Лучшая женская роль (драма)              | • Эмма Томпсон — «Остаток дня» (за роль мисс Сары «Салли» Кентон)                                                   |                                                                                    |
| Лучшая женская роль (драма)              | • Дебра Уингер — «Опасная женщина» (за роль Марты Хорган)                                                           |                                                                                    |
| Лучшая мужская роль (комедия или мюзикл) | | • Робин Уильямс — «Миссис Даутфайр» (за роль Дэниэла Хилларда / миссис Даутфайр)   |
| Лучшая мужская роль (комедия или мюзикл) | • Джонни Депп — «Бенни и Джун» (за роль Сэма)                                                                       |                                                                                    |
| Лучшая мужская роль (комедия или мюзикл) | • Том Хэнкс — «Неспящие в Сиэтле» (за роль Сэма Болдуина)                                                           |                                                                                    |
| Лучшая мужская роль (комедия или мюзикл) | • Кевин Клайн — «Дэйв» (за роль Дэйва Ковича / президента США Билла Митчелла)                                       |                                                                                    |
| Лучшая мужская роль (комедия или мюзикл) | • Колм Мини — «Шустрая» (за роль Деззи Кёрли)                                                                       |                                                                                    |
| Лучшая женская роль (комедия или мюзикл) | | • Анджела Бассетт — «На что способна любовь» (за роль Анны Мэй Буллок/Тины Тёрнер) |
| Лучшая женская роль (комедия или мюзикл) | • Стокард Чэннинг — «Шесть степеней отчуждения» (за роль Уизы Киттридж)                                             |                                                                                    |
| Лучшая женская роль (комедия или мюзикл) | • Анжелика Хьюстон — «Семейные ценности Аддамсов» (за роль Мортиши Аддамс)                                          |                                                                                    |
| Лучшая женская роль (комедия или мюзикл) | • Дайан Китон — «Загадочное убийство в Манхэттене» (за роль Кэрол Липтон)                                           |                                                                                    |
| Лучшая женская роль (комедия или мюзикл) | • Мег Райан — «Неспящие в Сиэтле» (за роль Энни Рид)                                                                |                                                                                    |
| Лучший актёр второго плана               | | • Томми Ли Джонс — «Беглец» (за роль Сэмюэла Джерарда)                             |
| Лучший актёр второго плана               | • Леонардо Ди Каприо — «Что гложет Гилберта Грэйпа» (за роль Арни Грэйпа)                                           |                                                                                    |
| Лучший актёр второго плана               | • Рэйф Файнс — «Список Шиндлера» (за роль офицера СС Амона Гёта)                                                    |                                                                                    |
| Лучший актёр второго плана               | • Джон Малкович — «На линии огня» (за роль Митча Лири)                                                              |                                                                                    |
| Лучший актёр второго плана               | • Шон Пенн — «Путь Карлито» (за роль адвоката Дэвида Клайнфелда)                                                    |                                                                                    |
| Лучшая актриса второго плана             | | • Вайнона Райдер — «Эпоха невинности» (за роль Мэй Велланд)                        |
| Лучшая актриса второго плана             | • Пенелопа Энн Миллер — «Путь Карлито» (за роль Гэйл)                                                               |                                                                                    |
| Лучшая актриса второго плана             | • Анна Пэкуин — «Пианино» (за роль Флоры МакГрат)                                                                   |                                                                                    |
| Лучшая актриса второго плана             | • Рози Перес — «Бесстрашный» (за роль Карлы Родриго)                                                                |                                                                                    |
| Лучшая актриса второго плана             | • Эмма Томпсон — «Во имя отца» (за роль Гарет Пирс)                                                                 |                                                                                    |
| Лучший сценарий                          | | • Стивен Заиллян — «Список Шиндлера»                                               |
| Лучший сценарий                          | • Роберт Олтмен — «Короткие истории»                                                                                |                                                                                    |
| Лучший сценарий                          | • Джейн Кэмпион — «Пианино»                                                                                         |                                                                                    |
| Лучший сценарий                          | • Рут Правер Джабвала — «Остаток дня»                                                                               |                                                                                    |
| Лучший сценарий                          | • Рон Нисуонер — «Филадельфия»                                                                                      |                                                                                    |
| Лучшая музыка к фильму                   | | • Китаро за музыку к фильму «Небо и земля»                                         |
| Лучшая музыка к фильму                   | • Дэнни Эльфман — «Кошмар перед Рождеством» (м/ф)                                                                   |                                                                                    |
| Лучшая музыка к фильму                   | • Майкл Найман — «Пианино»                                                                                          |                                                                                    |
| Лучшая музыка к фильму                   | • Збигнев Прайснер — «Три цвета: Синий»                                                                             |                                                                                    |
| Лучшая музыка к фильму                   | • Джон Уильямс — «Список Шиндлера»                                                                                  |                                                                                    |
| Лучшая песня                             | • Streets of Philadelphia — «Филадельфия» — музыка и слова: Брюс Спрингстин                                         | • Streets of Philadelphia — «Филадельфия» — музыка и слова: Брюс Спрингстин        |
| Лучшая песня                             | • (You Made Me the) Thief of Your Heart — «Во имя отца» — музыка и слова: Боно, Гэвин Фрайдей и Морис Сизер         |                                                                                    |
| Лучшая песня                             | • Again — «Поэтичная Джастис» — музыка и слова: Джимми Джэм, Джанет Джексон и Терри Льюис                           |                                                                                    |
| Лучшая песня                             | • Stay (Faraway, So Close!) — «Так далеко, так близко!» — музыка: Адам Клейтон, Эдж, Ларри Маллен, слова: Боно (U2) |                                                                                    |
| Лучшая песня                             | • The Day I Fall in Love — «Бетховен 2» — музыка и слова: Джеймс Ингрэм, Клиф Магнесс и Кэрол Байер Сейджер         |                                                                                    |
| Лучший фильм на иностранном языке        | • Прощай, моя наложница / 霸王別姬 (Гонконг)                                                                        | • Прощай, моя наложница / 霸王別姬 (Гонконг)                                       |
| Лучший фильм на иностранном языке        | • Три цвета: Синий / Trois couleurs : Bleu (Франция)                                                                |                                                                                    |
| Лучший фильм на иностранном языке        | • Побег невиновного / La corsa dell’innocente (Италия)                                                              |                                                                                    |
| Лучший фильм на иностранном языке        | • Правосудие / Justiz (Германия)                                                                                    |                                                                                    |
| Лучший фильм на иностранном языке        | • Свадебный банкет / 喜宴 (Тайвань)                                                                                 |                                                                                    |

### Телевизионные награды
| Категории                                                               | Лауреаты и номинанты                                                                             | Лауреаты и номинанты                                                  |
| ----------------------------------------------------------------------- | ------------------------------------------------------------------------------------------------ | --------------------------------------------------------------------- |
| Лучший телевизионный сериал (драма)                                     | • Полиция Нью-Йорка / NYPD Blue                                                                  | • Полиция Нью-Йорка / NYPD Blue                                       |
| Лучший телевизионный сериал (драма)                                     | • Доктор Куин, женщина-врач / Dr. Quinn, Medicine Woman                                          |                                                                       |
| Лучший телевизионный сериал (драма)                                     | • Закон и порядок / Law & Order                                                                  |                                                                       |
| Лучший телевизионный сериал (драма)                                     | • Северная сторона / Northern Exposure                                                           |                                                                       |
| Лучший телевизионный сериал (драма)                                     | • Застава фехтовальщиков / Picket Fences                                                         |                                                                       |
| Лучший телевизионный сериал (драма)                                     | • Хроники молодого Индианы Джонса / The Young Indiana Jones Chronicles                           |                                                                       |
| Лучший телевизионный сериал (комедия или мюзикл)                        | • Сайнфелд / Seinfeld                                                                            | • Сайнфелд / Seinfeld                                                 |
| Лучший телевизионный сериал (комедия или мюзикл)                        | • Тренер / Coach                                                                                 |                                                                       |
| Лучший телевизионный сериал (комедия или мюзикл)                        | • Фрейзер / Frasier                                                                              |                                                                       |
| Лучший телевизионный сериал (комедия или мюзикл)                        | • Большой ремонт / Home Improvement                                                              |                                                                       |
| Лучший телевизионный сериал (комедия или мюзикл)                        | • Розанна / Roseanne                                                                             |                                                                       |
| Лучший мини-сериал или телефильм                                        | • Варвары у ворот / Barbarians at the Gate                                                       | • Варвары у ворот / Barbarians at the Gate                            |
| Лучший мини-сериал или телефильм                                        | • Затянувшаяся музыка / Вирус / And the Band Played On                                           |                                                                       |
| Лучший мини-сериал или телефильм                                        | • Коломбо: Всё поставлено на карту / Columbo: It’s All In The Game                               |                                                                       |
| Лучший мини-сериал или телефильм                                        | • Цыганка / Gypsy                                                                                |                                                                       |
| Лучший мини-сериал или телефильм                                        | • Хайди / Heidi                                                                                  |                                                                       |
| Лучший актёр в драматическом телесериале                                |                                                                                                  | • Дэвид Карузо — «Полиция Нью-Йорка» (за роль детектива Джона Келли)  |
| Лучший актёр в драматическом телесериале                                | • Майкл Мориарти — «Закон и порядок» (за роль Бена Стоуна)                                       |                                                                       |
| Лучший актёр в драматическом телесериале                                | • Роб Морроу — «Северная сторона» (за роль доктора Джоэля Флейшмана)                             |                                                                       |
| Лучший актёр в драматическом телесериале                                | • Кэрролл О’Коннор — «Полуночная жара» (англ.) (за роль Уильяма О. «Билла» Гиллеспи)             |                                                                       |
| Лучший актёр в драматическом телесериале                                | • Том Скерритт — «Застава фехтовальщиков» (за роль шерифа Джимми Брока)                          |                                                                       |
| Лучшая актриса в в драматическом телесериале                            |                                                                                                  | • Кэти Бейкер — «Застава фехтовальщиков» (за роль доктора Джилл Брок) |
| Лучшая актриса в в драматическом телесериале                            | • Хизер Локлир — «Мелроуз Плейс» (за роль Аманды Вудворд)                                        |                                                                       |
| Лучшая актриса в в драматическом телесериале                            | • Джейн Сеймур — «Доктор Куин, женщина-врач» (за роль доктора Микаэлы Куин)                      |                                                                       |
| Лучшая актриса в в драматическом телесериале                            | • Джанин Тёрнер — «Северная сторона» (за роль Мэгги О’Коннелл)                                   |                                                                       |
| Лучшая актриса в в драматическом телесериале                            | • Сила Уорд — «Сёстры» (за роль Теодоры «Тедди» Рид)                                             |                                                                       |
| Лучшая мужская роль в телесериале (комедия или мюзикл)                  |                                                                                                  | • Джерри Сайнфелд — «Сайнфелд» (за роль Джерри Сайнфелда)             |
| Лучшая мужская роль в телесериале (комедия или мюзикл)                  | • Тим Аллен — «Большой ремонт» (за роль Тима Тейлора)                                            |                                                                       |
| Лучшая мужская роль в телесериале (комедия или мюзикл)                  | • Келси Греммер — «Фрейзер» (за роль доктора Фрейзера Крэйна)                                    |                                                                       |
| Лучшая мужская роль в телесериале (комедия или мюзикл)                  | • Крэйг Т. Нельсон — «Тренер» (за роль тренера Хайдена Фокса)                                    |                                                                       |
| Лучшая мужская роль в телесериале (комедия или мюзикл)                  | • Уилл Смит — «Принц из Беверли-Хиллз» (за роль Уильяма «Уилла» Смита)                           |                                                                       |
| Лучшая женская роль в телесериале (комедия или мюзикл)                  |                                                                                                  | • Хелен Хант — «Без ума от тебя» (за роль Джейми Стемпл Бучман)       |
| Лучшая женская роль в телесериале (комедия или мюзикл)                  | • Кэндис Берген — «Мерфи Браун» (за роль Мерфи Браун)                                            |                                                                       |
| Лучшая женская роль в телесериале (комедия или мюзикл)                  | • Патриция Ричардсон — «Большой ремонт» (за роль Джилл Тейлор)                                   |                                                                       |
| Лучшая женская роль в телесериале (комедия или мюзикл)                  | • Розанна Барр — «Розанна» (за роль Розанны Коннер)                                              |                                                                       |
| Лучшая женская роль в телесериале (комедия или мюзикл)                  | • Кэти Сагал — «Женаты… с детьми» (за роль Пегги Банди)                                          |                                                                       |
| Лучший актёр в мини-сериале или телефильме                              |                                                                                                  | • Джеймс Гарнер — «Варвары у ворот» (за роль Ф. Росса Джонсона)       |
| Лучший актёр в мини-сериале или телефильме                              | • Питер Фальк — «Коломбо: Всё поставлено на карту» (за роль лейтенанта Коломбо)                  |                                                                       |
| Лучший актёр в мини-сериале или телефильме                              | • Джек Леммон — «Жизнь в театре» (за роль Роберта)                                               |                                                                       |
| Лучший актёр в мини-сериале или телефильме                              | • Мэттью Модайн — «Затянувшаяся музыка» (за роль доктора Дона Фрэнсиса)                          |                                                                       |
| Лучший актёр в мини-сериале или телефильме                              | • Питер Штраусс — «Человек не должен говорить» (англ.) (за роль Эда МакАффри)                    |                                                                       |
| Лучшая актриса в мини-сериале или телефильме                            |                                                                                                  | • Бетт Мидлер — «Цыганка» (за роль мамы Роуз)                         |
| Лучшая актриса в мини-сериале или телефильме                            | • Хелена Бонэм Картер — «Роковая ложь: Миссис Ли Харви Освальд» (англ.) (за роль Марины Освальд) |                                                                       |
| Лучшая актриса в мини-сериале или телефильме                            | • Фэй Данауэй — «Коломбо: Всё поставлено на карту» (за роль Лорен Стейтон)                       |                                                                       |
| Лучшая актриса в мини-сериале или телефильме                            | • Холли Хантер — «Убийца предводителя» (за роль Ванды Холлоуэй)                                  |                                                                       |
| Лучшая актриса в мини-сериале или телефильме                            | • Анжелика Хьюстон — «Театр воспоминаний» (англ.) (за роль Лейни Эберлин)                        |                                                                       |
| Лучший актёр второго плана в телесериале, мини-сериале или телефильме   |                                                                                                  | • Бо Бриджес — «Убийца предводителя» (за роль Терри Харпера)          |
| Лучший актёр второго плана в телесериале, мини-сериале или телефильме   | • Джейсон Александер — «Сайнфелд» (за роль Джорджа Костанзы)                                     |                                                                       |
| Лучший актёр второго плана в телесериале, мини-сериале или телефильме   | • Деннис Франц — «Полиция Нью-Йорка» (за роль детектива Энди Сиповича)                           |                                                                       |
| Лучший актёр второго плана в телесериале, мини-сериале или телефильме   | • Джон Махони — «Фрейзер» (за роль Мартина Крэйна)                                               |                                                                       |
| Лучший актёр второго плана в телесериале, мини-сериале или телефильме   | • Джонатан Прайс — «Варвары у ворот» (за роль Генри Крависа)                                     |                                                                       |
| Лучшая актриса второго плана в телесериале, мини-сериале или телефильме |                                                                                                  | • Джулия Луи-Дрейфус — «Сайнфелд» (за роль Элейн Бенес)               |
| Лучшая актриса второго плана в телесериале, мини-сериале или телефильме | • Энн-Маргрет — «Куин» (англ.) (за роль Салли Джексон)                                           |                                                                       |
| Лучшая актриса второго плана в телесериале, мини-сериале или телефильме | • Синтия Гибб — «Цыганка» (за роль Луизы / Джипси Розы Ли)                                       |                                                                       |
| Лучшая актриса второго плана в телесериале, мини-сериале или телефильме | • Сесилия Пек — «Портрет» (англ.) (за роль Маргарет Чёрч)                                        |                                                                       |
| Лучшая актриса второго плана в телесериале, мини-сериале или телефильме | • Тереза Салдана — «Комиссар полиции» (англ.) (за роль Рэйчел Скали)                             |                                                                       |

### Специальные награды
| Награда                                                     | Лауреаты       | Лауреаты                                                                  |
| ----------------------------------------------------------- | -------------- | ------------------------------------------------------------------------- |
| Премия Сесиля Б. Де Милля (Награда за вклад в кинематограф) | Роберт Редфорд | • Роберт Редфорд                                                          |
| Специальная награда за лучший актёрский ансамбль            |                | • Актёрский ансамбль фильма «Короткие истории»                            |
| Мисс Золотой глобус 1994 (Символическая награда)            |                | • Александра Мартин (англ.) (дочь актрисы Вупи Голдберг и Элвина Мартина) |